# Muma
Muma (木马), som på svenska betyder "trähäst", är ett kinesiskt rockband som bildades 1998 i Peking.

## Bandmedlemmar
- Sång/gitarr - Mumaia/Muma (木玛)
- Bas - Cao Cao (曹操)
- Trummor - Hu Hu (胡湖)
- Keyboard - Feng Lei (冯雷)

Bandmedlemmarnas artistnamn är intressanta: Muma låter som bandets namn men det andra tecknet betyder inte häst utan agat vilket alltså ger det något paradoxala namnet "Träagat". Ma (agat) är också det vanliga tecknet när man översätter namnet Maria till kinesiska så man kan också tolka det som Trä-Maria. Cao Cao var en berömd general på 200-talet. Hu Hu betyder direkt "utländsk sjö" men för också tankarna till ett annat tecken, hu, med betydelsen "förvirrad". Feng Lei är en lek med namnet på en kommunistisk moralikon, Lei Feng, en ung idealist obottsligt lojal mot Partiet som efter sin död lyfts fram i moralkampanjer i flera decennier som ett föredöme för de unga.

## Diskografi
- Jelly Empire - 2004
- Yellow Star (EP) - 2002
- Muma - 1999